# فردریک باستیا
کلود فردریک باستیا (فرانسوی: [klod fʁedeʁik bastja] (به فرانسوی: Claude Frédéric Bastiat); ۳۰ ژوئن ۱۸۰۱ – ۲۴ دسامبر ۱۸۵۰) نظریه‌پرداز لیبرال کلاسیک، اقتصاددان سیاسی فرانسوی و عضو مجمع فرانسه بود. او به خاطر توسعه دادن مفهوم اقتصادی هزینه فرصت سرشناس است.

## زندگی
فردریک باستیا در سال ۱۸۰۱ در شهر بایون «Bayonne» به دنیا آمد.
باستیا در ده سالگی یتیم شد و پدربزرگ و مادربزرگ پدری‌اش او را بزرگ کردند و آموزش دادند. در هفده‌سالگی مدرسه را برای کار در بنگاه صادراتی خانوادگی‌شان در شهر بایون ترک کرد و آن جا بود که با مشاهده انبارهای تعطیل‌شده، جمعیت رو به کاهش و افزایش فقر و بیکاری پدیدآمده به میانجی محدودیت‌های تجاری، پلیدی‌ها و شرارت‌های نهفته در حمایت‌گرایی را بی‌واسطه آموخت. پدربزرگش که درگذشت، ملک خانوادگی‌شان در مورگون به باستیای
بیست و پنج ساله به ارث رسید و به این ترتیب توانست برای بیست سال بعد، همچون دانشمند و کشاورزی اصیل‌زاده و متشخص زندگی کند. باستیا افرادی را برای کار در این مزرعه خانوادگی استخدام کرد تا بتواند بر دلمشغولی‌های فکری‌اش تمرکز کند. مشتاقانه و با حرص کتاب می‌خواند و تقریباً درباره همه گونه‌های ادبیات با دوستانش گفتگو و مجادله می‌کرد. او بیشتر اوقات خود را به کار کشاورزی صرف داشت. باستیا به عضویت انجمن ایالتی و نمایندگی مجلس موسسان فرانسه نیز درآمد، اما به دلیل بیماری بخش کوتاهی از زندگی خود را به فعالیت‌های سیاسی سپری کرد و در پنجاه و چهار سالگی از دنیا رفت.

## اندیشه‌ها
کلود فردریک باستیا از مالکیت خصوصی، بازار آزاد و دولت محدود هواخواهی می‌کرد. وی معتقد است:
«اگر کالاها از مرزها عبور نکنند سربازان عبور خواهند کرد.»

### بازار آزاد
بن‌مایه اصلی و بنیادین نوشته‌های باستیا این بوده که تا وقتی کارکرد دولت به حفظ جان، آزادی و مالکیت شهروندان در برابر دزدی یا هجوم دیگران محدود شود، بازار آزاد ذاتاً سرچشمه‌ای برای «همسازی اقتصادی» میان افراد خواهد بود. از نگاه باستیا اجبار دولتی تنها هنگامی پذیرفتنی است که پشتیبان «امنیت فرد، آزادی و حقوق مالکیت باشد و سایه عدالت را بر سر همه بگستراند».
باستیا بر کارکرد بازار آزاد در هماهنگ‌سازی برنامه‌ها - درون‌مایه‌ای بنیادین در مکتب اتریش- پا می‌فشرد، چون اندیشه‌اش از برخی نوشته‌های آدام اسمیت و اقتصاددان بزرگ فرانسوی طرفدار بازار آزاد همچون ژان‌باتیست سه، فرانسوا کنه، دستو دوتراسی، شارل کنت، ریشار کانتیون (که در ایرلند زاده شد و در فرانسه سکنی گزید) و آنه رابرت ژاک تورگو تأثیر گرفته بود. این اقتصاددانان فرانسوی در میان پیشگامان مکتب جدید اتریشی بودند و نخستین بار مفاهیمی چون بازار به مثابه فرایندی پویا و رقابتی، تکامل پول در بازار آزاد، نظریه ارزش ذهنی، قوانین مطلوبیت و بازدهی نهایی نزولی، نظریه تعیین قیمت منابع بر پایه تولید نهایی و بیهودگی کنترل قیمت‌ها به‌طور خاص و دخالت‌گرایی اقتصادی دولت به‌طور کلی را پرورش دادند.

### مالکیت
دیدگاه باستیا در باب مالکیت از نظریات اقتصادی او در زمینه ارزش و ترقی تأثیر می‌پذیرد. از دید او نفع شخصی و امکان تصاحب و تملک محصول کار و کوشش بهترین مشوق و محرک انسان در تلاش معاش است. ولی با پیشرفت انسان از آنجا که حیطه فواید رایگان تنگتر
می‌شود، امکانات تملک نیز کاهش می‌یابد. البته امکانات مالکیت در برخی از فعالیت‌های انسان از بین می‌رود و در برخی دیگر، انتقال می‌یابد. فقط زمانی مالکیت از جامعه بشری رخت بر می‌بندد که همه چیز برای همه کس به اندازه زیاد وجود داشته باشد و دیگر کسی برای به دست آوردن نیازمندی‌های خود مجبور به کار و کوشش نباشد و انسان به مقامی عالی و خدایی برسد.

### حقوق کارگران
فردریک باستیا همچنین تلاش زیادی کرد تا پارلمان فرانسه حق آزادی کارگران برای امتناع از کار کردن در شرایط نامناسب را به رسمیت بشناسد. او با صدای بلند اجبار قانونی برای وادار کردن کارگران به کار کردن با دستمزدهای پایین و شرایط تحمیلی را به عنوان برده‌داری افشا کرد و راه را برای قانونی کردن حق اعتصاب کارگران در سال‌های بعد هموار ساخت.

### حقوق مصرف‌گنندگان
باستیا معتقد است که هنگامی که فقط منفعتِ تولیدکننده مورد توجه قرار گیر که متأسفانه اغلب چنین است، نمی‌توان از حرکت‌هایِ خلافِ منافعِ عمومی جلوگیری کرد چرا که تولیدکننده خواهانِ مضاعف شدن موانع، نیازها، و زحمات است.

### دزدی از منابع عمومی
وقتی دزدی و چپاول به مرام گروهی از افراد یک جامعه تبدیل می‌شود این عمل به زودی باعث ایجاد نوعی سیستم حقوقی شده که در آن دزدها محقند و کدهای اخلاقی هم آنها را ستایش می‌کنند.

## آثار
- توهمات اقتصادی (۱۸۴۵)
- سود و سرمایه (۱۸۴۹)
- قانون (۱۸۵۰)
- هماهنگی‌های اقتصادی (۱۸۵۰)
- آنچه دیده می‌شود و آنچه دیده نمی‌شود